# خوزه اف. آگوآیو
خوزه اف. آگوآیو (اسپانیایی: José F. Aguayo‎؛ ۱۹۱۱ – ۱۱ مهٔ ۱۹۹۹) یک عکاس و فیلم‌بردار اهل اسپانیا بود.
او با برخی از کارگردانان بزرگ اسپانیا همچون لوئیس بونوئل و فرناندو فرنان گومز همکاری داشت.
از فیلم‌ها یا مجموعه‌های تلویزیونی که وی در آن‌ها نقش داشته‌است می‌توان به مردی که می‌خواست خود را بکشد، و در سال سوم، او دوباره برخاست و دو مسیر اشاره نمود.